# Livádi (Lárissa)
Livádi, en grec moderne : Λιβάδι, est un village et un ancien dème du district régional de Lárissa, en Thessalie, Grèce. Depuis 2010, il est fusionné au sein du dème d'Elassóna. 
Selon le recensement de 2011, la population du dème compte 2 674 habitants tandis que celle du village s'élève à 2 244 habitants.